# Virginio De Paoli
Virginio De Paoli (auch Virginio Depaoli; * 22. Juni 1938 in Certosa di Pavia; † 24. August 2009 in Brescia) war ein italienischer Fußballspieler und -trainer.

## Karriere
De Paoli spielte die meiste Zeit seiner Karriere bei Brescia Calcio. Von 1966 bis 1968 stand er bei Juventus Turin unter Vertrag, wo ihm 1966/67 unter Trainer Heriberto Herrera mit dem Gewinn der italienischen Meisterschaft der einzige große Erfolg seiner Laufbahn gelang.
1966 absolvierte De Paoli drei Länderspiele für Italien. Sein Debüt feierte er am 18. Juni 1966 beim 1:0-Sieg gegen Österreich, sein letztes Spiel für die Azzurri absolvierte der Stürmer am 26. November desselben Jahres beim 3:1 gegen Rumänien, wo ihm auch sein einziger Torerfolg im Nationaltrikot gelang.
Virginio De Paoli starb am 24. August 2009 nach langer Krankheit 71-jährig in Brescia.

## Erfolge
- Italienische Meisterschaft: 1966/67